# Matej Krajter
Matej Krajter, slovenski pozavnist, * 1971, Maribor.
Krajter je obiskoval srednjo glasbeno šolo v Mariboru pri prof. Albertu Kolblu, na Akademiji za glasbo v Ljubljani pa je študiral pri prof. Dušanu Kranjcu in prof. Borisu Šinigoju. Že kot študent je igral v orkestru SF in orkestru SNG Maribor, od leta 1994 pa je član Simfonikov RTV Slovenija. Na tekmovanju leta 1990 v Velenju je dobil drugo nagrado kot solist in prvo nagrado kot član kvarteta pozavn SGBŠ Maribor. Po študiju na Akademiji v Ljubljani se je izpopolnjeval na mojstrskih tečajih pri prof. Branimirju Slokarju. Udeležil se je tudi tečaja za staro glasbo v Innsbrucku pri prof. Charlesu Toetu in v Landshutu pri prof. Norbertu Brandauerju.
Njegova žena je oboistka Irmgart Anderl.